# Square Benoît-Frachon
Le square Benoît-Frachon (auparavant square Léon Gaumont) est un square du 20e arrondissement de Paris, dans le quartier de Charonne.

## Situation et accès
Le site est accessible par l'avenue Léon-Gaumont.
Il est desservi par la ligne 9 à la station Porte de Montreuil.

## Origine du nom
Il rend hommage à Benoît Frachon (1893-1975), un syndicaliste français et l'un des principaux dirigeants du Parti communiste français dans la Résistance.

## Historique
Le square était inclus dans la ZAC Porte-de-Vincennes.